# Boč
Boč (deutsch Wotsch) ist ein Ortsteil der Gemeinde Stráž nad Ohří in Tschechien.

## Lage

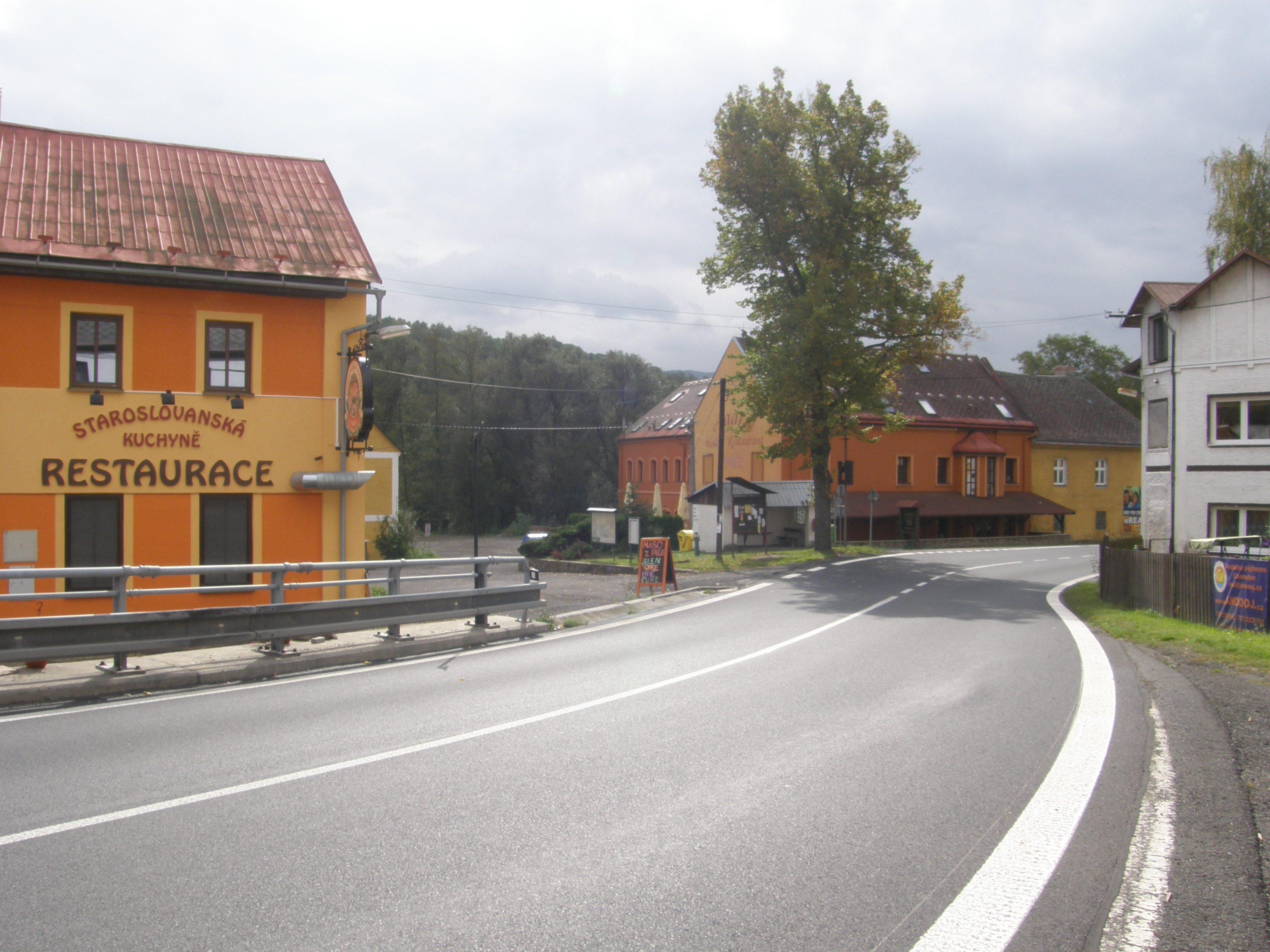
Ortsansicht

Der Ort liegt unmittelbar an der Einmündung des Rummelsbaches in die Eger, die hier von einer Hängebrücke überspannt wird.

## Geschichte
In Boč befindet sich die 1875 geweihte neoromanische Kirche St. Wenzel und Nikolaus mit einer bemalten Decke. 1939 hatte der Ort 454 Einwohner. Von 1938 bis 1945 gehörte die Gemeinde zum Landkreis Kaaden.
1976 wurde die Gemeinde Boč einschließlich seiner Ortsteile Himlštejn, Hrachová, Malý Hrzín, Peklo, Smilov, und Srní nach Stráž nad Ohří eingemeindet.

## Entwicklung der Einwohnerzahl
| Jahr | Einwohnerzahl |
| ---- | ------------- |
| 1869 | 280           |
| 1880 | 282           |
| 1890 | 300           |
| 1900 | 298           |
| 1910 | 277           |

| Jahr | Einwohnerzahl |
| ---- | ------------- |
| 1921 | 249           |
| 1930 | 275           |
| 1950 | 100           |
| 1961 | 144           |
| 1970 | 114           |

| Jahr | Einwohnerzahl |
| ---- | ------------- |
| 1980 | 115           |
| 1991 | 73            |
| 2001 | 76            |
| 2011 | 70            |

## Sehenswürdigkeiten
- Basaltader in stillgelegtem Steinbruch an der Straße von Stráž nad Ohří nach Boč gegenüber dem Ort Korunni. In einer Felswand des Steinbruches befindet sich eine sichtbare Basaltader. Der Basalt bildet hier fächerförmig geteilte Säulen. Das Objekt steht unter Naturschutz. Das Areal ist schwer zugängig.[4]
- altes Pfarrhaus, Barockbau